# 弗伯斯1號
弗伯斯1號（俄語：Фобос 1）是俄羅斯太空研究機構（Russian Space Research Institute）的火星探測衛星，屬於弗伯斯計畫的一部份，主要任務是研究火星與2個衛星，於1988年升空。這次計畫除了俄羅斯之外，還與其他14個國家合作，其中包括美國在內。弗伯斯1號在發射後兩個月失聯，任務失敗。

## 外部連結
- Phobos mission images from the Space Research Institute (IKI) （页面存档备份，存于）